# Porrinho

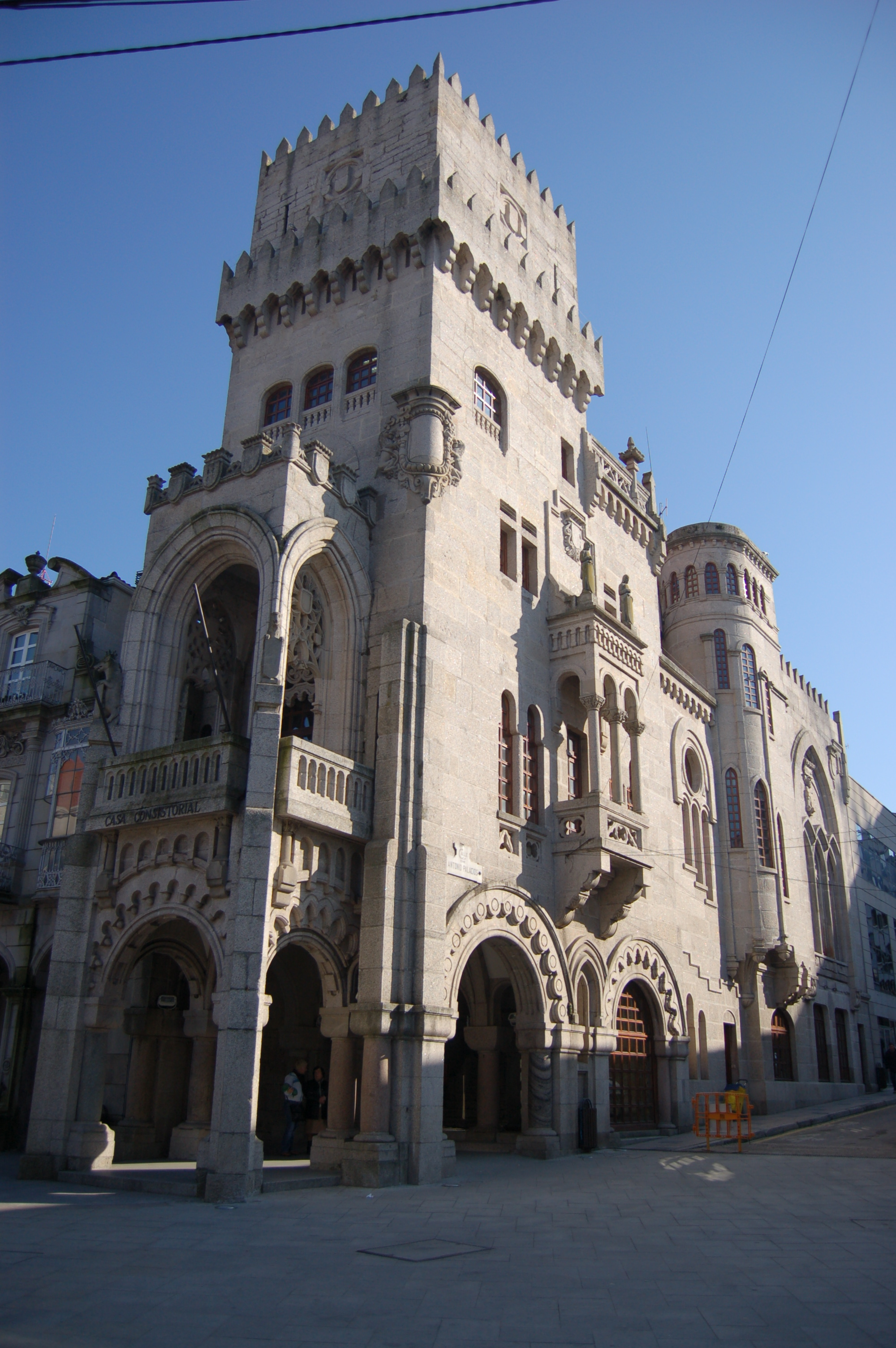
Casa consistorial (sede do concelho) do Porrinho

Porrinho (O Porriño; em espanhol, Porriño) é um concelho da província de Pontevedra, Galiza, noroeste da Espanha. Pertence à comarca de Vigo e à antiga comarca de Vale da Louriña, tem 61,2 km² de área e em 2021 a população do município era de 20 212 habitantes (densidade: 330,3 hab./km²). O seu gentílico em galego é porriñés / porriñesa.[a]
Limita a norte com o município de Mos, a noroeste com Vigo, a oeste com Gondomar, a sul com Tui, a sudoeste com Salceda de Caselas e a leste com Ponteareas. O município é constituído por oito paróquias e 114 povoações. Situa-se 15 km a norte de Tui e da fronteira portuguesa, 7 km a sul de Mos e cerca de 15 km a sudeste de Vigo (distâncias por estrada).

## Geografia
É atravessado pelo rio Louro, afluente do rio Minho. Ocupa o centro de do amplo Vale da Louriña. No extremo sul da cidade existe uma zona pantanosa chamada Gândaras de Budinho, área de nidificação de aves migratórias e um dos ecossistemas mais ricos da Europa.

### Subdivisões
O município é dividido em 8 paróquias e 114 povoações.
Paróquias:
- Atios, Cans, Chenlo, Mosende, Pontellas, O Porrinho (paróquia-sede), São Salvador de Budinho e Torneiros.

### Meio ambiente
O Porrinho sofre com a degradação ambiental desde o início do século XX. Na área atualmente ocupada pelos parques industriais do município estendia-se antes um enorme ecossistema de lagoas, habitat de muitas espécies. A maior parte deste território foi drenado e aterrado, conservando-se o espaço natural das Gândaras de Budinho. Neste local encontram-se espécies vegetais e animais. Na fauna destacam-se o cágado-de-carapaça-estriada e a marrequinha-comum, e na flora a presença de uma planta carnívora, a Drosera rotundifolia.
O rio Louro, que atravessa esta zona e a própria cidade do Porrinho, se encontra muito poluído As pedreiras têm também um forte impacto paisagístico e acústico.

### Demografia
| 1991   | 1996   | 2001   | 2004   | 2009   | 2021   |
| 15 175 | 15 749 | 15 960 | 16 527 | 17 475 | 20 212 |
|        | 3,8%   | 1,3%   | 3,6%   | 5,7%   | 15,7%  |

## História

### Pré-história e Antiguidade
No município encontraram-se abundantes vestígios do Paleolítico e da Idade do Bronze, especialmente na paróquia de São Salvador de Budinho, o que evidencia uma ocupação humana muito antiga.
Entre os séculos VIII e III a.C., a Península Ibérica era povoada por diferentes povos que viviam em plena Idade do Ferro. No noroeste peninsular, onde se encontra O Porrinho, viviam os Galaicos (em latim: callaeci ou galegos (gallaeci; em grego: kallaikoi) que deram o nome primitiva à Galiza (Galécia; do latim Gallaecia ou Callaecia). Nessa época, o Porrinho era um cruzamento de caminhos para Helénios, Leunos e Interâmicos (tribos galaicas da região) e outros mais distantes e importantes como Brácaros e ástures. Os fundadores da povoação terão sido os Gróvios (em latim: Grovii), também conhecidos como Cróvios, Gravius ou Grónios.
Os Gróvios ocupavam a zona do vale e foz do rio Minho, ilhas Cíes, Baiona e a ria de Vigo, até à serra da Grova, entre o que é hoje a Galiza e o norte de Portugal. A sua capital era Castallum Tyde (Tui), no Convento Bracarense, desde a Idade do Bronze. Existem restos castrejos no cimo do monte Aloia, no monte da Guía (em Randufe, Tui), Cabeza de Francos (em Pazos de Reis, Tui) e em Tui. Entre esses castros destaca-se o de San Cibrao de Las, um dos maiores da Galiza, situado a cerca de 75 km a nordeste do Porrinho, e o de Grove, na costa norte da província de Pontevedra. As fontes históricas romanas antigas (Pompónio Mela, Plínio, o Velho, Sílio Itálico, Ptolemeu, etc.), seguindo a tradição historiográfica da época, atribui-lhes origem greco-troiana, descendentes de Diomedes, filho de Tideu. Um dos deuses conhecidos dos Gróvios era Turiaco, cujo significado se relaciona com rei ou senhor.
As relações comerciais entre os diversos povoadores primitivos fizeram surgir rotas e O PPorrinho nasce comos posto de cobrança de portagem aos transportes que pretendem entrar nos arredores da capital gróvia. No princípio não é mais do que um posto de atalaia fronteiriço, mas com o tempo e a riqueza que se vai acumulando os habitantes começam a explorar os ricos recursos naturais. Cerca de 377 a.C., um agricultor que tinha a sua quinta nas encostas do rio foi assassinado com a sua família pelos soldados do rei gróvio Trota, o Ilustre[b] como represália das queixas da incipiente vila em relação aos impostos abusivos. O povoado levanta-se em armas contra a capital e pouco mais de 100 homens, a que se uniriam outros 400 Brácaros vindos do sul, marcham sob as ordens de Ghrovary, o Pueril,[b] que consegue vencer a opressão do reino de Tui e mata, com desapiedada fúria, o rei e a sua família, como vingança e manobra política para assegurar o respeito dos povos vizinhos. A capital é então transferida para "A Quinta", na atual paróquia de Pontellas (concelho do Porrinho).
O nome de Porrinho teria origem no cognome do rei Grovari: o Pueril (do latim puerilis). Esta alcunha deve-se à juventude do novo rei, que tinha apenas 17 anos quando liderou a revolta, e também à confiança demonstrada por Trota, de menosprezou as ameaças feitas pelo seu verdugo. A vila começou a ser conhecida pelo nome de "Filhos de Puerilis", que por deformação evoluiu para o atual Porrinho.
Devido à sua situação de fácil defesa e de cruzamento de passagem de mercadorias entre sul e norte e leste e oeste, O Porrinho desenvolveu-se, como prova o castelo que se erguia na zona de Cans, do qual já nada resta. Os dias de glória terminaram com a chegada das tropas romanas de Vespasiano por volta do ano 70. Apesar de terem resistido ferozmente durante sete longos meses, os Gróvios acabariam por sucumbir a superioridade militar da XI Legião Ave Fénix comandada por Lúcio Nardo. No ano 72, os Gróvios porrinheses são o último povoado galaico prérromana a abrir as suas portas aos Romanos, que lhes reconhecem as suas avançadas relações sócio-comerciais e lhes concedem a honra de ser associados — e não submetidos — no controlo da região situada entre a ria de Vigo e o rio Minho.

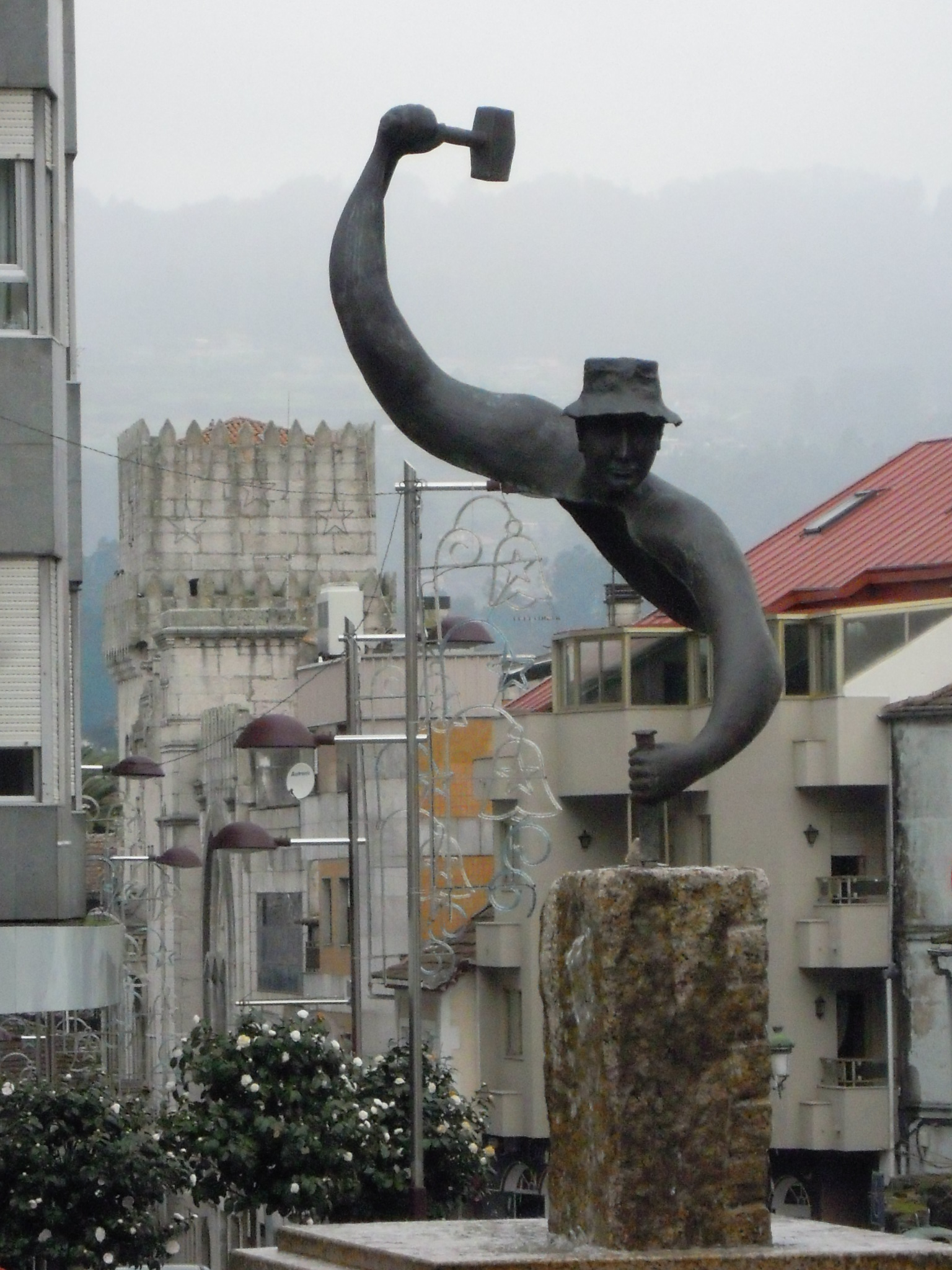
Escultura de Suso Balado em homenagem aos canteiros da zona, uma atividade que remontam ao período romano

Os Romanos introduziram novas técnicas produtivas e crê-se que aqui se deu o início dos trabalhos de cantaria de granito; a povoação romana de Porrinho abastecia este material para as obras realizadas em todo o noroeste peninsular.

### Da Idade Média ao século XX
Durante a Idade Média, o regime senhorial esteve fortemente consolidado no Porrinho, então um território dominado por castelos, dos quais hoje apenas se conservam alguns restos dos castelos de Mirabel e Orbenlle e a fortaleza de Erbilone. A situação de cruzamento de estradas importantes perdurou, tendo também passado a integrar o chamado Caminho Português de Santiago, uma das mais importantes rotas de peregrinação da Europa Ocidental, os Caminhos de Santiago.
O Porrinho fez parte da província de Tui até à divisão constitucional e à reforma posterior levadas a cabo no século XIX, que resultou em sua inclusão definitiva na província de Pontevedra. O conjunto das atuais paróquias foram então postas sob a jurisdição do Porrinho, dependente do Conde de Salvaterra do Minho, exceto Santo Estêvão de Budinho com jurisdição própria dos seus habitantes.
No início do século XIX, o território que atualmente constitui o município estava repartido entre os concelhos de Mosende e O Porrinho. O concelho tal como existe atualmente surge durante o processo de constituição definitiva dos concelhos atuais, no século XIX, integrado no Partido judicial de Tui, e compreendendo sete paróquias, apesar de manter a mesma estrutura territorial. Em 1904 foi criada a paróquia de Cans, segregada da de Atios. Além disso, em 1920 foi criada a entidade local menor de Chenlo.

## Economia
As atividades económicas mais importantes do município estão ligadas à indústria, centrada nas suas áreas industriais e nas pedreiras de granito, que se diz serem as maiores do mundo do seu género. O caraterístico e único "granito rosa Porrinho" é célebre e é exportado, por exemplo, para os Estados Unidos. A função de nó de comunicações continua também a ter um papel económico importante.
Os dois grandes parques industriais, As  Gándaras e A Granxa, com empresas do setor automóvel, construção, tratamento de granito, concessionários de marcas industriais, maquinaria e serviços vários, estaõ separados entre eles pela principal via de comunicação entre o Porrinho e Tui, a autoestrada Porrinho-Vigo, a qual é um eixo de ligação vital entre o sul da província de Pontevedra e o porto de Vigo.

## Património edificado e atrações turísticas

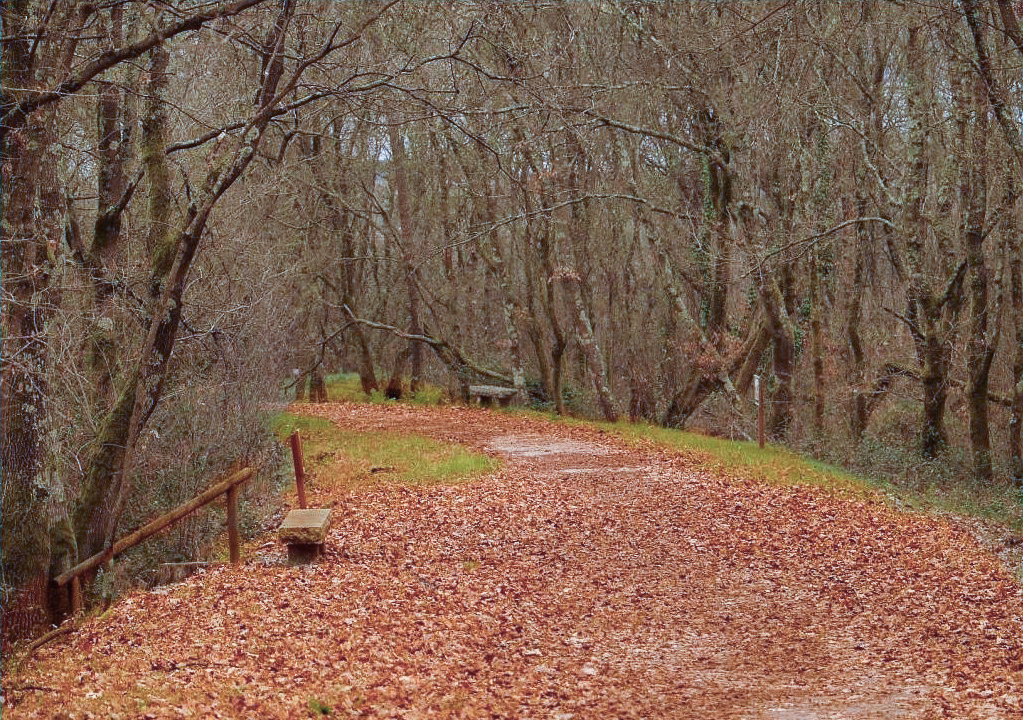
Gândaras de Budinho

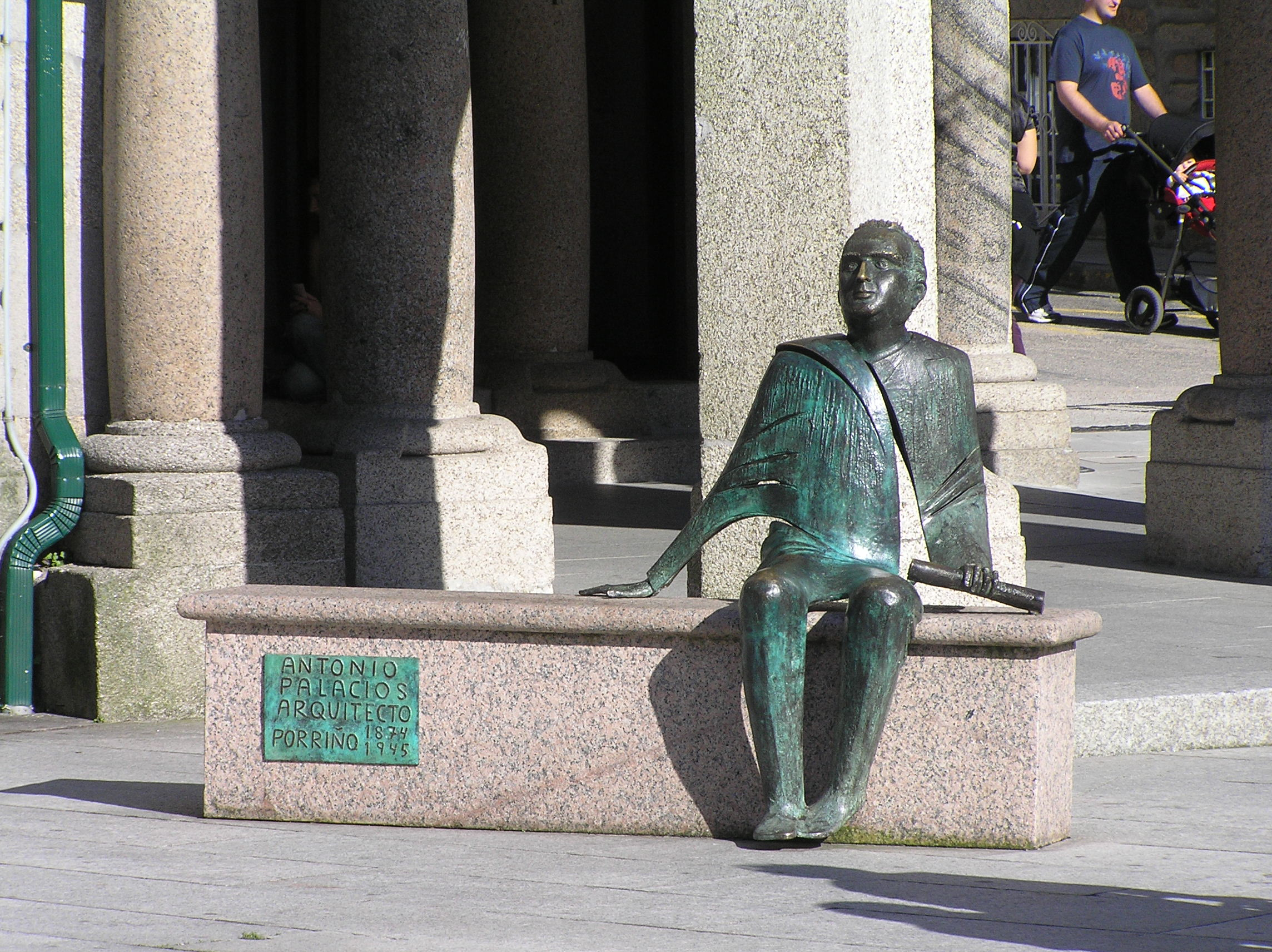
Monumento a Antonio Palacios, arquiteto célebre natural do Porrinho

- Casa do Concello ou Casa consistorial — Edifício construído entre 1919 e 1924 em estilo regionalista ou neomedieval, inspirado no românico e no gótico, da autoria do célebre arquiteto Antonio Palacios, natural do Porrinho. Sede do governo municipal (concello), é o emblema do Porrinho. Trata-se de um edifício em pedra, de grande monumentalidade em relação à pouca superfície que ocupa, onde se destaca um pórtico na parte frontal e uma torre ameada ricamente decorada. O edifício ardeu no ano de 1976, ficando o interior praticamente destruído. A reforma que se seguiu terminou em 1983, mas a insuficiência de espaço levou à ampliação lateral em anos mais recentes.
- Entrada do Metro de Madrid, em forma de coreto (o chamado templete da Red de San Luis), construída para a Estação Gran Vía, também conhecida como Red de San Luis, uma obra de Antonio Palacios que em 1970 foi transladada para o parque infantil junto às portas do cemitério.
- Praça e parque do Cristo — Espaços concebidos para festas, passeios e concertos, onde se encontra mais uma obra de Antonio Palacios, a Fonte do Cristo, inaugurada em 1905. De estilo eclético e caráter vertical, combina a pedra com ferro e cerâmica. Entre os detalhes decorativos destacam-se dragões e um pagem sgurando uma lança de ferro forjado em forma de cruz.
- Gândaras de Budinho — Zona úmida criada pela confluência do rio Louro com vários regatos, que forma um sistema de lagoas, áreas pantanosas e bosques ribeirinhos, que é habitat para centenas de aves e faz parte da Rede Natura 2000.
- "Farol" de Budinho — Monte formado por enormes pedras de granito com paredes quase verticais, visível desde todo o vale da Louriña.
- Roteiro da rocha e da água em Carracido — percurso pedestre circular com cerca de quatro quilómetros que passa por penedos, zonas arborizadas, moinhos, lavadouros, etc.
- Moinhos de água das paróquias — Elementos do património popular espalhados pelas sete paróquias, dos quais mais de quarenta se encontram restaurados.
- A Risca  — Zona de dez hectares no monte Gulpilheira do Porrinho, con abundantes penedos de formas singulares e vistas sobre o vale.

Em 2007, o concelho do Porrinho promoveu uma votação popular para escolher sete lugares destacados no município, as sete maravilhas do Porrinho. As escolhidas foram as seguintes: 1) Farol de Budinho; 2) Casa do Concello; 3) Gândaras de Budinho; 4) Roteiro da rocha e da água em Carracido; 5) Moinhos de água das paróquias; 6) A Risca; 7) Fonte do Cristo.